# Vetenskapsåret 1813

## Händelser

### Biologi
- Okänt datum - Charles Waterton börjar omvandlingen av sin lantegendom Walton Hall, West Yorkshire, England till världens första naturreservat.[1]

### Kemi
- Okänt datum - Mathieu Orfila publicerar Traité des poisons och formaliserar toxikologin.[2]

## Pristagare
- Copleymedaljen: William Thomas Brande, brittisk kemist.

## Födda
- 19 januari - Henry Bessemer (död 1898), brittisk uppfinnare.
- 18 februari – Karl Weltzien (död 1870), tysk oorganisk kemist.
- 19 mars - David Livingstone (död 1873), brittisk missionär och upptäcktsresande.
- 6 december – Albert Kellogg (död 1887), amerikansk läkare och botaniker.

## Avlidna
- 10 april - Joseph-Louis Lagrange, italiensk-fransk matematiker och fysiker.
- 27 april - Zebulon Pike (född 1779), amerikansk general och forskningsresande.
- 23 augusti - Alexander Wilson (född 1766), skotsk-amerikansk poet, ornitolog och illustratör.
- Gustav von Engeström (född 1738), svensk kemist och mineralog.

### Fotnoter
1. ↑  Blackburn, Julia (1989). Charles Waterton, 1782-1865: traveller and conservationist. London: The Bodley Head. sid. 52–9. ISBN 0-370-31248-1
2. ↑   Chemistry, Medicine and Crime: Mateu J. B. Orfila (1787–1853) and his times. Sagamore Beach, MA: Science History Publications. 2006. ISBN 0-88135-275-6